# Гітен
Гітен (нід. Gieten) — село в нідерландській провінції Дренте. Входить до муніципалітету А-ен-Гюнзе.
Його площа становить 24,74 км², а населення станом на 2021 рік складало 5 030 осіб.
Перша згадка про населений пункт датується 1223 роком.
До 1998 року мало статус окремого муніципалітету.

## Галерея

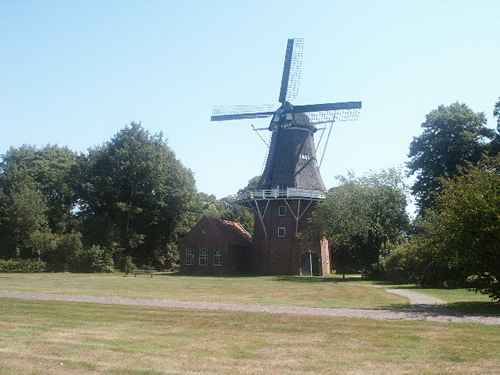
Вітряк Hazewind
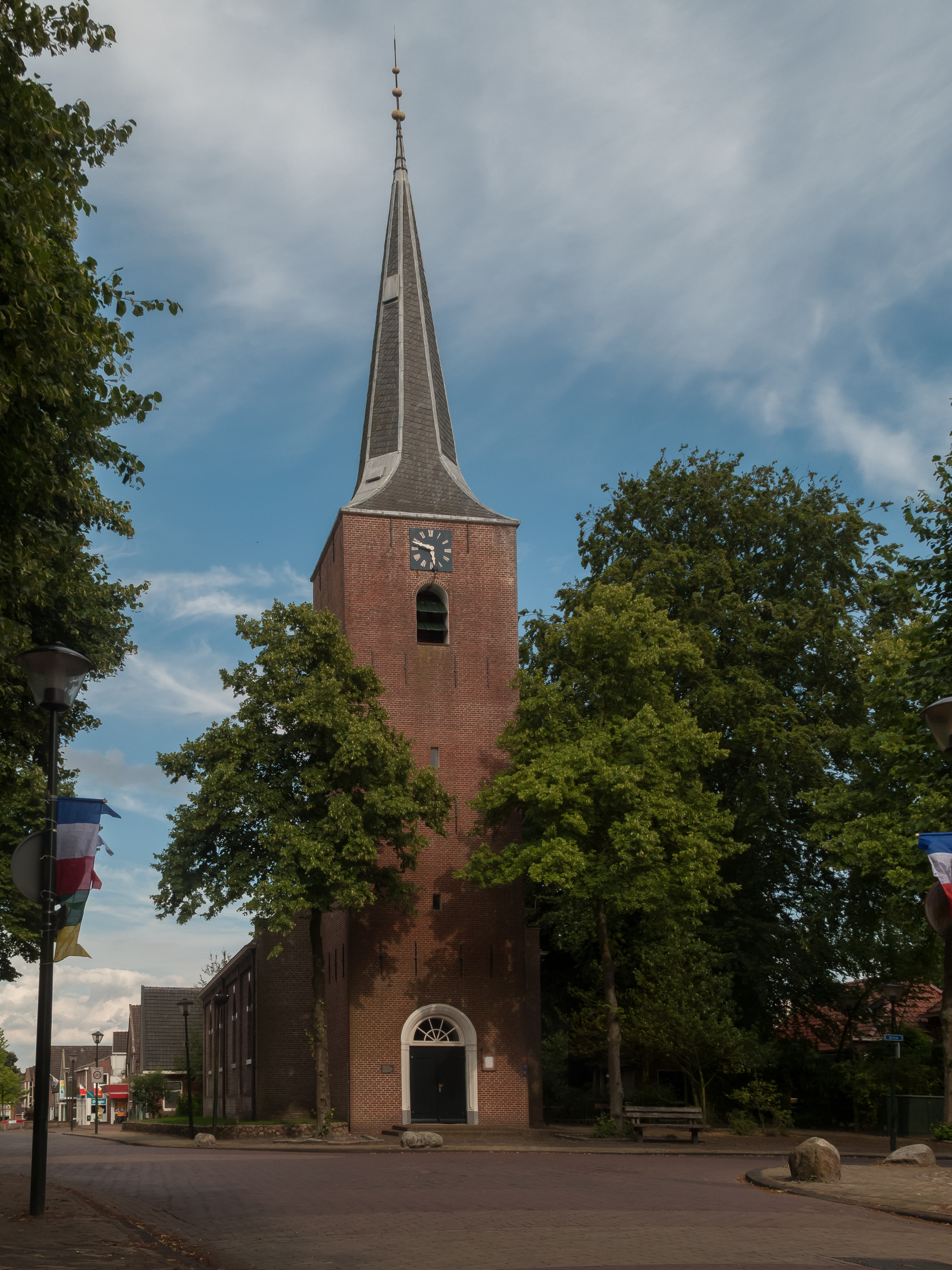
Реформистська церква
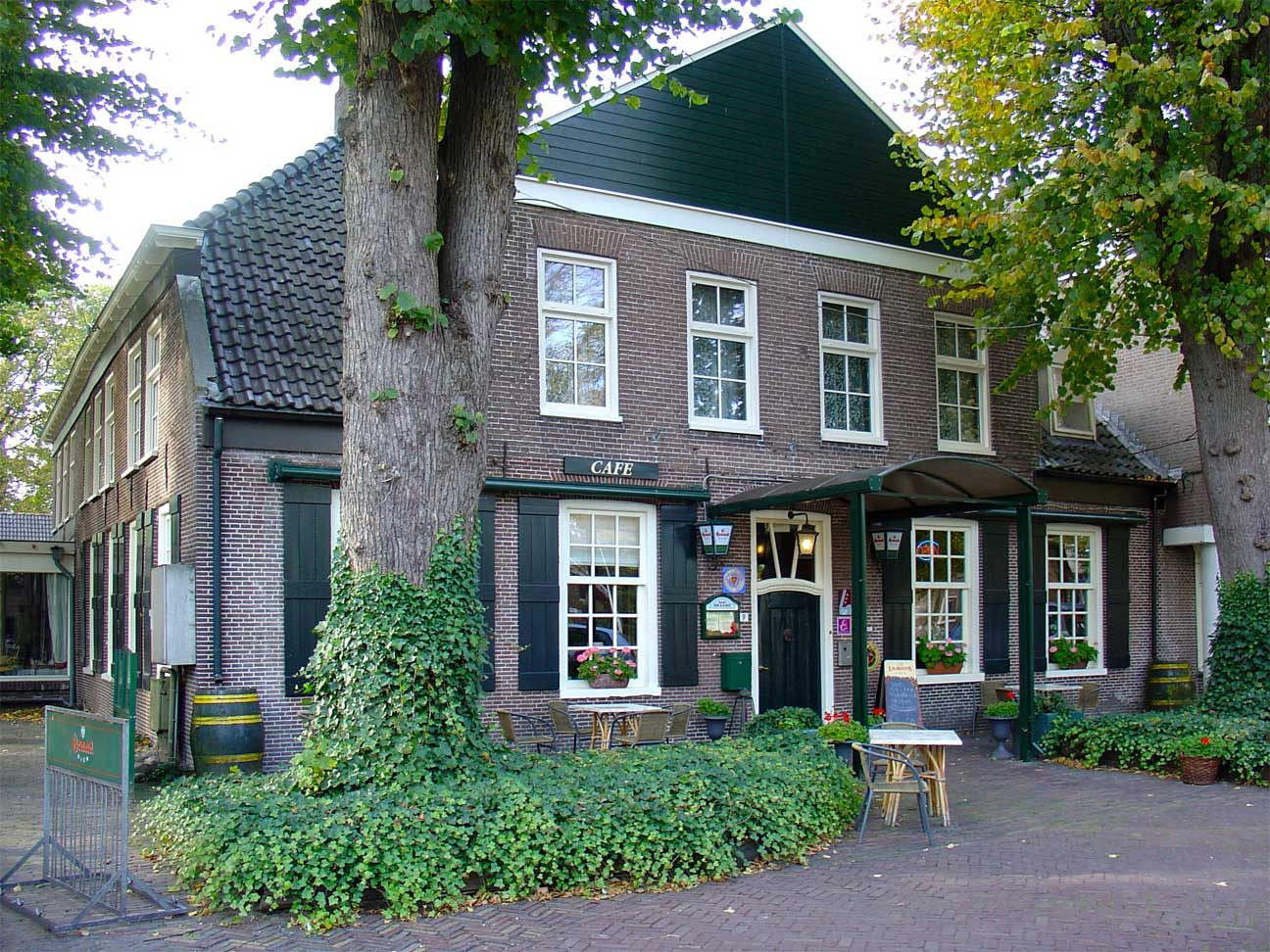
Готель у селі
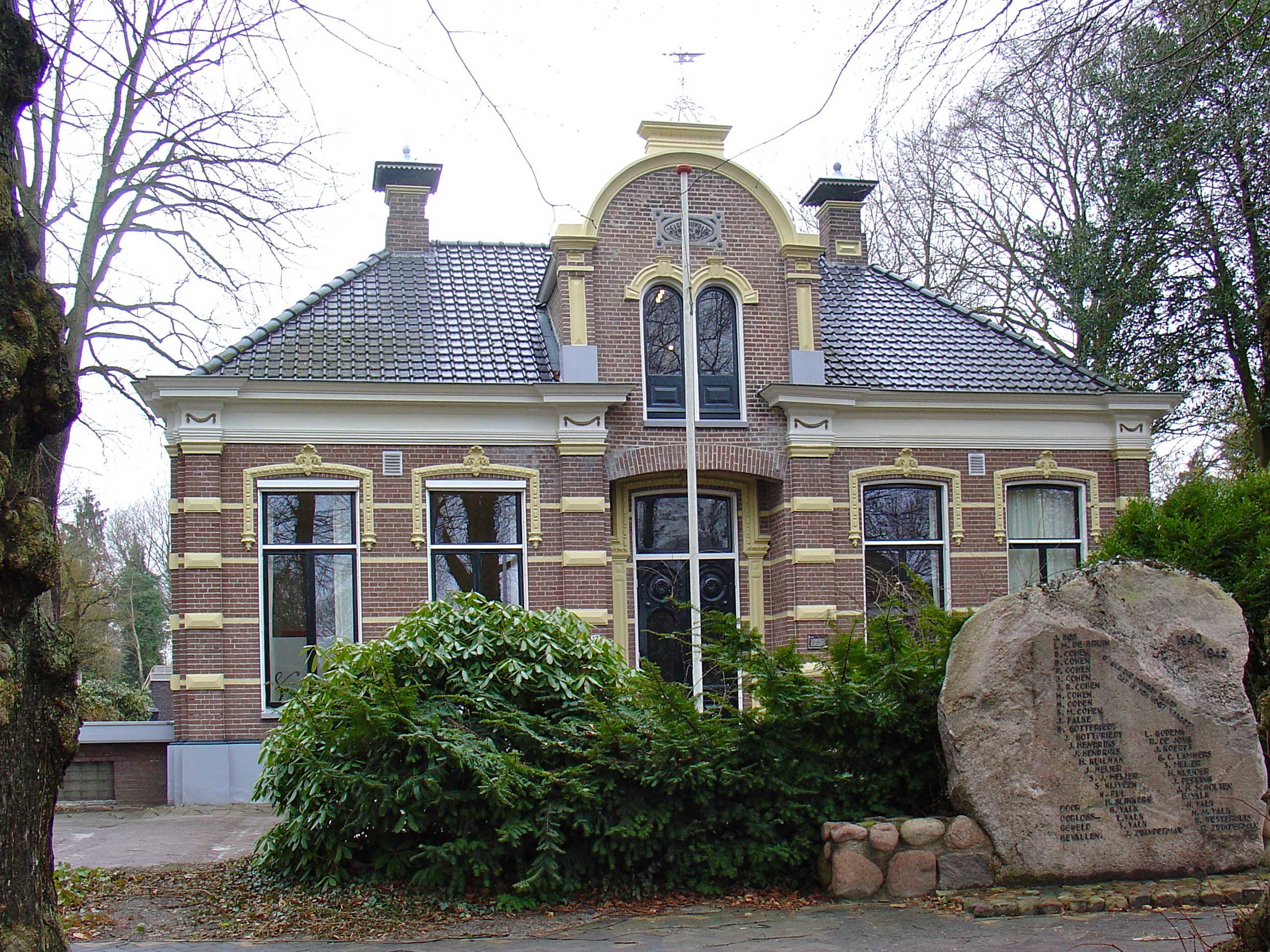
Будівля колишньої мерії